# توکور
توکور یک روستا در ایران است که در دهستان تکمران واقع شده‌است. توکور ۴۷۰ نفر جمعیت دارد. 
محصولات انخ   چیرش   اسفناج    اویشن
صنایع دستی : گلیم . فرش بافی . سبد بافی . تولید محصولات لبنی